# سیارک ۲۰۲۸۴
سیارک ۲۰۲۸۴ (به انگلیسی: 20284 Andreilevin، نامگذاری:1998FL58) بیست هزار و دویست و هشتاد و چهارمین سیارک کشف شده‌است که در ۲۰ مارس ۱۹۹۸ کشف شد.
قدر مطلق سیارک برابر ۱۰٫۲ است.